# 圣马尔德布拉卡维尔
圣马尔-德布拉卡维尔（法語：Saint-Mards-de-Blacarville，法語發音：[sɛ̃ maʁ də blakaʁvil]）是法国厄尔省的一个市镇，位于该省西北部，属于贝尔奈区。

## 地理
圣马尔-德布拉卡维尔（49°22'42"N, 0°30'49"E）面积8.78 平方千米，位于法国诺曼底大区厄尔省，该省份为法国北部内陆省份，北起滨海塞纳省，西接奧恩省和卡爾瓦多斯省，南至厄尔-卢瓦省，东临瓦兹省、瓦兹河谷省和伊夫林省。
与圣马尔-德布拉卡维尔接壤的市镇（或旧市镇、城区）包括：勒佩雷、蓬托德梅尔。
圣马尔-德布拉卡维尔的时区为UTC+01:00、UTC+02:00（夏令时）。

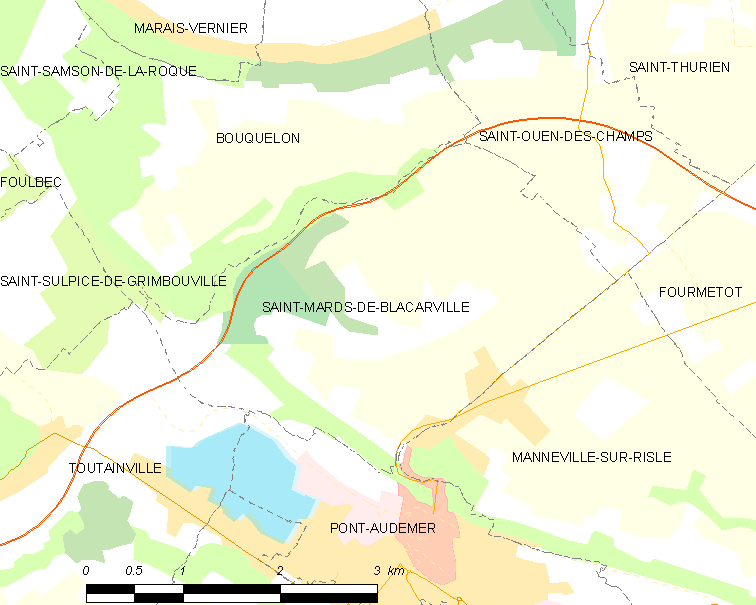
圣马尔-德布拉卡维尔的OSM定位图

## 行政
圣马尔-德布拉卡维尔的邮政编码为27500，INSEE市镇编码为27563。

## 政治
圣马尔-德布拉卡维尔所属的省级选区为蓬托德梅尔县。

## 人口

1962-2008年间圣马尔-德布拉卡维尔人口变化图示

圣马尔-德布拉卡维尔于2022年1月1日时的人口数量为856人。